# Rio Japara-Mirim
O rio Japara-Mirim é um curso de água que nasce e deságua no município brasileiro de Prado, no litoral do estado da Bahia. Nasce a 84 metros de altitude e percorre 19 km até sua foz no oceano Atlântico, a norte da desembocadura do rio Japara Grande nas águas do mar. Sua bacia hidrográfica possui 56,44 km² e integra a microbacia de Cumuruxatiba. O manancial intercede uma área de mata ciliar no entorno do Parque Nacional do Descobrimento.
Em sua foz, a cerca de 8 km do Centro de Prado, está localizada a Praia da Japara-Mirim. É um local de paisagens naturais atrativas utilizado para banhos no mar, prática esportiva e pesca. Nessa área o curso hídrico banha manguezais, enquanto que no entorno se fazem presentes falésias.
Apesar da Praia da Japara-Mirim ser pouco frequentada na maior parte do ano e estar em um ponto do litoral de Prado com poucas instalações para turistas, a presença de visitantes é responsável por poluir a foz do rio com descarte de lixo. A poluição é maior no verão, quando se intensificam as visitações.

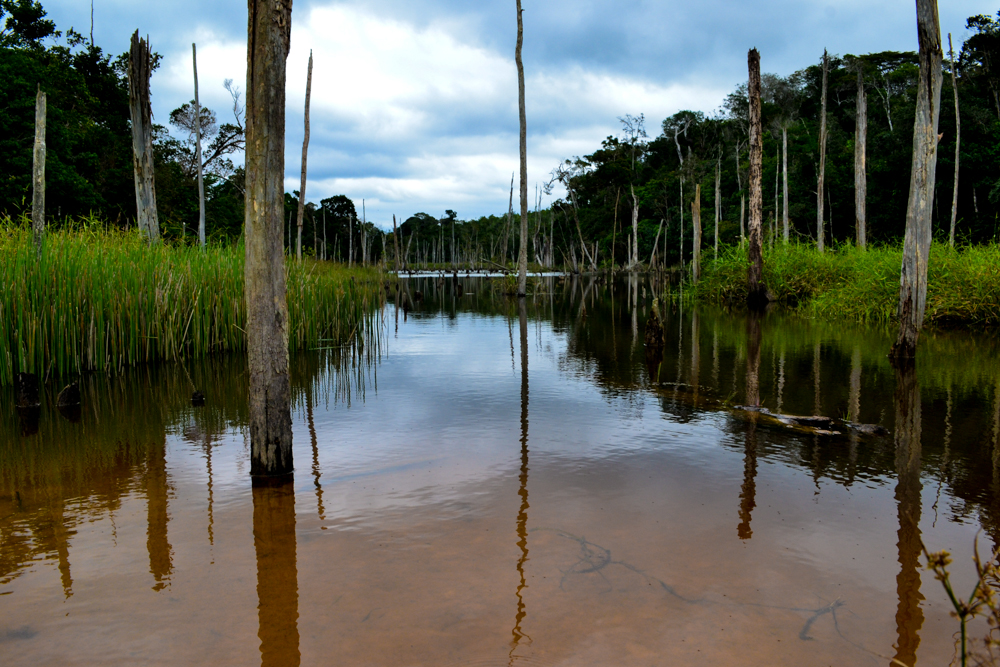
Floresta consumida pelo rio
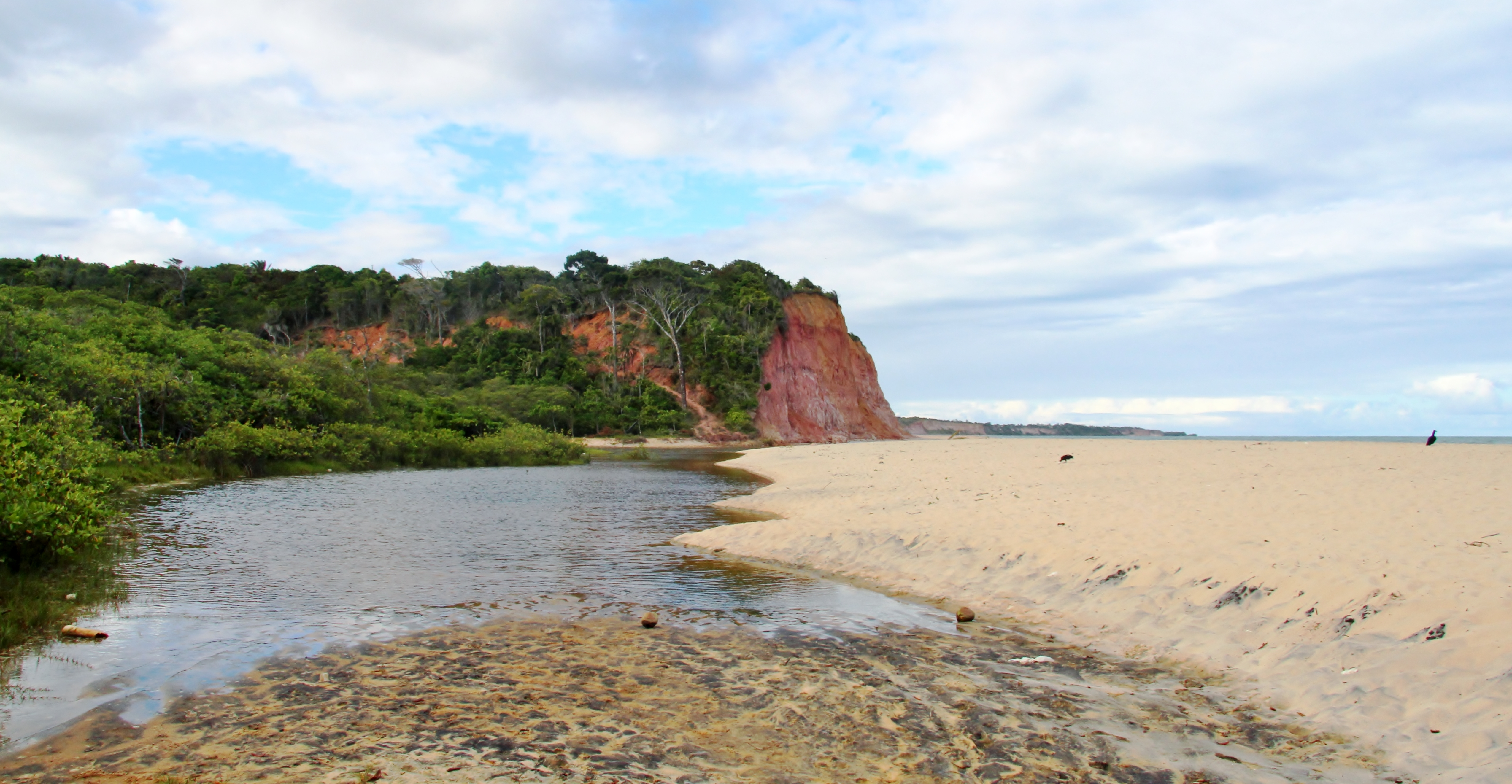
Praia da Japara-Mirim
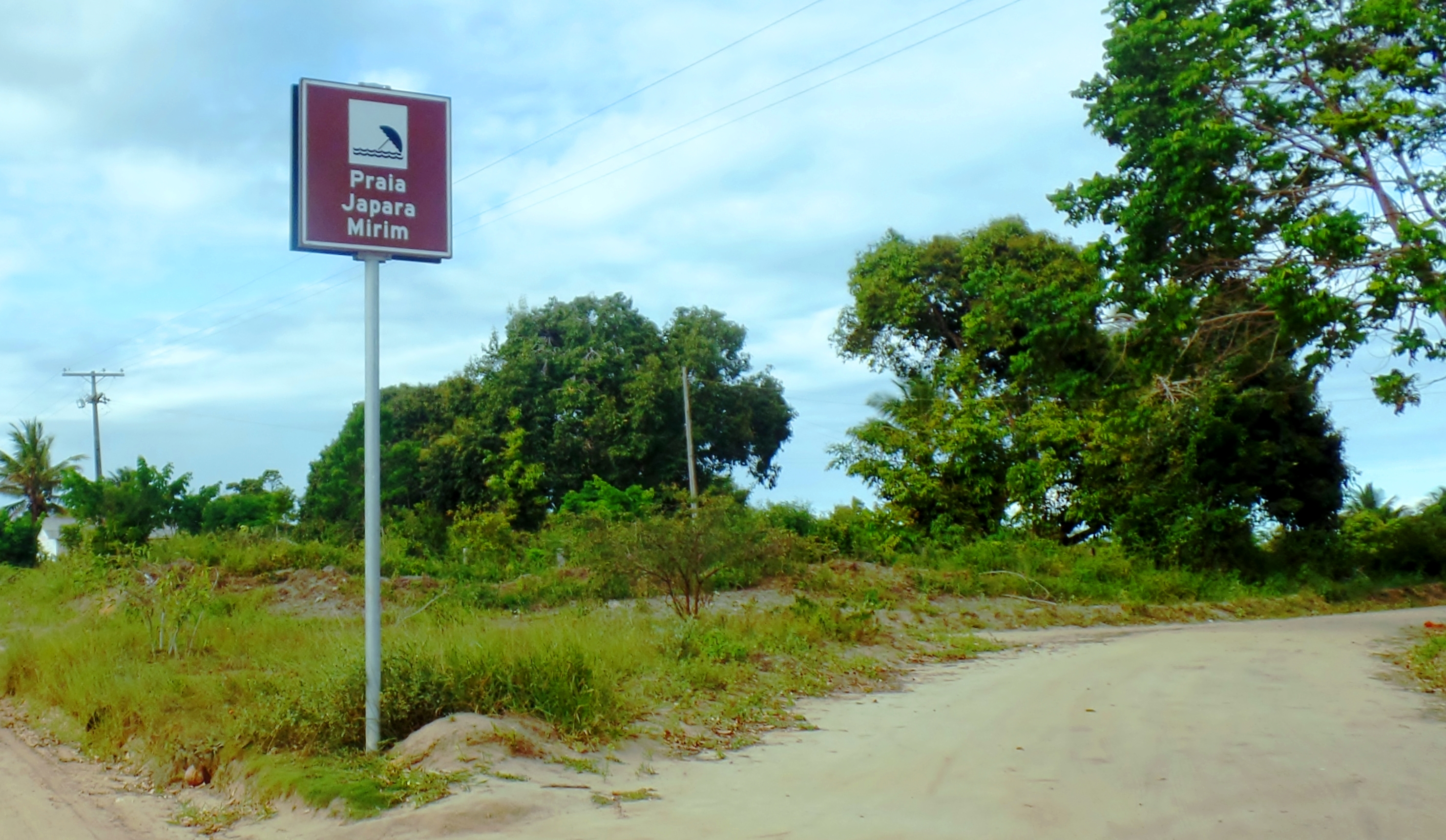
Sinalização para a Praia da Japara-Mirim